# Klenovy Boelvar
Klenovy Boelvar (Russisch: Кленовый бульвар) is een station aan de Grote Ringlijn van de Moskouse metro. Het station is op 1 maart 2023 geopend. 

## Naam en ligging
Het station had op de tekentafel de naam Nagatinski Zaton naar de buurt waar het ligt, bij de aanbesteding is de naam gewijzigd. De huidige naam werd toegekend op 20 oktober 2015 in het besluit 673-PP van het Moskouse stadsbestuur. Het station ligt tussen Kasjirskaja en Nagatinski Zaton in de buurt van Kolomenskoje bij de kruising van de Kolomenskajastraat en de Klenovy Boelvar. Bovengronds komt een busstation en zal een hotel voor bezoekers aan Kolomenskoje worden opgetrokken.

## Aanleg
In mei 2017 werd de aanbesteding voor het sluitstuk van de Grote Ringlijn tussen Kasjirskaja en Nizjegorodskaja gestart en op 10 juli 2017 ondertekende aannemer MIP-STROY nr 1 het contract. Toen was er nog sprake van dat de bouw in oktober 2017 zou beginnen en de oplevering op 18 juli 2020. Op 22 november 2017 werd een prijsvraag uitgeschreven voor de inrichting en vormgeving van het station. Op 27 maart 2018 werd het ontwerp van architectenbureau ARCHSLON tot winnaar uitgeroepen. Het ontwerp is geïnspireerd op de historische gebouwen van Kolomenskoje.  De toegangsgebouwen zullen lijken op een kerkkoepel, terwijl in de verdeelhallen elementen van het paleis van Alexis van Rusland worden gekopieerd. De verlichting zal worden uitgevoerd in de stijl van gaaskeramiek. De opening van het sluitstuk had plaats op 1 maart 2023.

## Toekomst
Voor de periode na de voltooiing van de Grote Ringlijn staat vanaf 2023 de bouw van de Birjoeljovo-radius op het programma. In september 2018 werd ook de bouw van een lijn naar Kapotnya aangekondigd voor de periode na 2030.